# Никольская (Вельский район)
Никольская — деревня в Вельском районе Архангельской области. Входит в состав муниципального образования «Хозьминское».

## География
Деревня расположена в 61 километрах на северо-запад от города Вельск на правом берегу реки Елюга, притока реки Вель. Ближайшие населённые пункты: на востоке деревни Портновская и Алексинская.
Часовой пояс
Никольская, как и вся Архангельская область, находится в часовой зоне МСК (московское время). Смещение применяемого времени относительно UTC составляет +3:00.

## Население
| 2002 | 2010 | 2012 | 2014 |
| ---- | ---- | ---- | ---- |
| 13   | ↘9   | ↘8   | ↘5   |

## История
Указана в «Списке населённых мест по сведениям 1859 года» в составе Вельского уезда Вологодской губернии под номером «2226» как «Никольское(Заболото)». Насчитывала 7 дворов, 18 жителей мужского пола и 22 женского.
В материалах оценочно-статистического исследования земель Вельского уезда упомянуто, что в 1900 году в административном отношении деревня входила в состав Смольянского сельского общества Есютинской волости. На момент переписи в селении Никольское (Подгорное) находилось 11 хозяйств, в которых проживало 41 житель мужского пола и 33 женского.